# هكتور كريستي
هكتور كريستي (بالإنجليزية: Hector Christie)‏ هو محامي وسياسي نيوزلندي، ولد في 7 ديسمبر 1881، وتوفي في 4 أبريل 1957.